# Диакониса

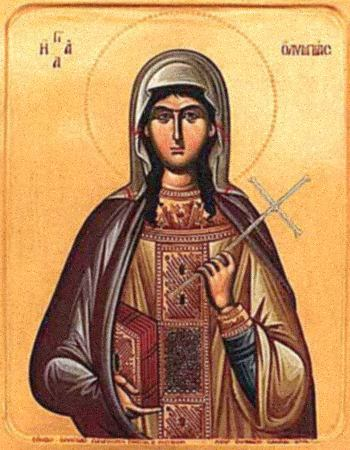
Диакониса Олимпиада

Диакони́са (дьяконе́сса, от греч. διακόνισσα, также греч. ἡ διάκονος) — особая категория женщин в древней церкви I—VIII веков, принявших посвящение и несших определённое служение в Церкви. В настоящее время данное служение по-разному рассматривается исследователями. Традиционно-ортодоксальные авторы акцентируют, что служение диаконис, хотя и было похоже на служение диаконов, но было обращено исключительно к женщинам в Церкви и не имело сакраментального выражения во время общего церковного богослужения. Другие авторы описывают служение диаконис, определяя их роль в Церкви как литургическую и пастырскую.

## История
Первое упоминание о диаконисах содержится в Послании к римлянам: «Представляю вам Фиву, сестру нашу, диаконису церкви Кенхрейской» (Рим. 16:1). Развитие институт получил в период гонений на христиан. Так, в Апостольских постановлениях говорится: «в некоторые дома нельзя послать к женщинам мужчину диакона, из-за неверных: посему, для успокоения помысла нечестивых, пошли туда женщину диаконису»..
Апостольские постановления (конец IV века) содержат специальную молитву для чина поставления диаконис. Поставление диаконис совершал епископ через рукоположение в присутствии пресвитеров, диаконов и других диаконис. Обряд посвящения в диаконисы содержится также в канонах Первого Никейского собора (325 года), Халкидонского собора (451 года), а также в Кодексе Барберини (780 года). Изучение этого обряда привело многих современных исследователей к мнению, что он полностью соответствует таинству церкви в современном значении.
Из постановлений Первого и Четвертого Вселенских соборов можно увидеть, что диаконисы делились на два разряда:
- Диаконисы рукоположённые, рукоположение которых нужно отличать от священнического (в том числе диаконского) таинства рукоположения[9]

К рукоположению допускались незамужние, овдовевшие или монашествующие женщины, достигшие сорока лет (15 правило IV Вселенского собора) и после тщательного испытания. Если же после рукоположения диакониса вступала в брак, то она и её супруг подвергались анафеме.
- Диаконисы по одеянию, которые занимались делами милосердия. Согласно 19-му правилу Никейского собора женщинам, посвятившим себя служению церкви, по достижении 25 лет благословлялось носить особую одежду. Однако до 40-летнего возраста они могли оставаться в доме родителей.

Однако подробности о служении диаконисс были неизвестны уже в XII веке.
В Апостольских постановлениях о служении диаконисс сказано: «Диаконисса не благословляет, но и ничего не совершает из того, что делают пресвитеры или диаконы: она стережет двери и служит пресвитерам при погружении женщин, для благоприличия» (VIII, 28).
44 правило Лаодикийского Собора гласит: «О том, что не должно женщинам входить в алтарь».
К диаконисам по одеянию можно причислить сестер Марфо-Мариинской Обители Милосердия, основанной святой преподобномученицей Великой княгиней Елизаветой в 1909 году.
Елизавета Фёдоровна была сторонницей возрождения в своей обители чина диаконис.
Вопрос о восстановлении института диаконис обсуждался на Поместном Соборе РПЦ 1917—1918 гг. Однако из-за революции и последующей гражданской войны, так и не был решён.
В трудные годы большевистских гонений в 30-е годы ХХ-го века женщины нередко привлекались к активной церковной деятельности и богослужебной практике. Женщины часто становились старостами храмов, певчими и чтецами, что сохраняется и поныне. Сейчас в некоторых храмах антиохийского патриархата можно встретить нововведение — девочек-алтарниц в стихарях с орарями, которые стоят только в храме и держат свечи.
Планы по восстановлению института диаконис имелись в Александрийском Патриархате, в котором 16 ноября 2016 года на заседании Синода был создан комитет в составе трёх архиереев для изучения данного вопроса. Наконец, 17 февраля 2017 года Патриарх Феодор II посвятил в диаконисы несколько женщин, обязанностью которых стала помощь в миссионерской деятельности в Катангской митрополии, в Таинстве Крещения взрослых, венчания, а также в катехитической деятельности Церкви. 2 мая 2024 года митрополит Зимбабвийский Александрийского Патриархата Серафим (Киккотис) совершил первое в новейшей истории рукоположение в диакониссы Анжелики Молен. В отличие от ранее совершённых патриархом Феодором хиротесий, данное рукоположение было именно посвящением в священный сан. Сам митрополит подтвердил, что «она будет выполнять все то же, что выполняет диакон во всех православных службах и таинствах».

## Функции диаконис
Функции диаконис в церкви были разнообразными, в том числе:
- приготовление женщин к крещению и помощь в совершении крещения
- поддержание порядка в женской части храма во время службы
- распределение пожертвований среди нуждающихся женщин
- есть также упоминание IX века о том, что диаконисы приносили причастие христианам, находившимся в плену у арабов.

Апостольские постановления указывают, что диакониса «без диакона ничего пусть не делает и не говорит», но при этом «никакая женщина да не приходит к диакону или епископу без диаконисы».

## Канонизированные диаконисы
Ряд диаконис древней церкви причислен к лику святых:
- Фива[15] Кенхрейская (Коринфская), диакониса; (I век). Упоминается в послании апостола Павла к Римлянам (Рим. 16:1). Память совершается 16 сентября (3 сентября по старому стилю).
- Татьяна Римская[16][17] мученица, диакониса; (226 г.). За исповедание Иисуса Христа приняла мученическое страдание от римского градоправителя Ульпиана. Память совершается 25 января (12 января по старому стилю).
- Нонна[18] Назианзская, диакониса; (374 г.), мать святителя Григория Богослова. Память совершается 18 августа (5 августа по старому стилю).
- Олимпиада[19] Константинопольская, диакониса; (409 г.). Её высоко ценил Иоанн Златоуст, за преданность которому она пострадала и умерла в заточении. Память совершается 7 августа (25 июля по старому стилю).
- Ксения Миласская, преподобная[20]; (ок. 457). Память совершается 6 февраля (24 января по старому стилю).
- Блаженная Феозва[21] Родная сестра святых Василия Великого, Григория Нисского и Петра, епископа Севастийского. Память совершается 23 января (10 января по старому стилю).
- Домника Константинопольская (ум. 474 год) — игуменья, диакониса (память в Православной церкви 8 января по юлианскому календарю).

англиканство
- Элизабет Кэтрин Фэрард — первая диакониса в англиканской церкви (память в Церкви Англии 18 июля).
- Изабелла Гилмор — основательница института епархиальных диаконис в англиканской церкви (память в Церкви Англии 16 апреля).
- Анна Александер — первая афроамериканская диакониса в англиканской церкви (память в Епископальной церкви 24 сентября).